# Yurizan Beltran
Yurizan Beltran (Los Angeles, 2 november 1986 – Long Beach, 13 december 2017) was een Amerikaanse pornoactrice.

## Persoonlijk leven
Yurizan Beltran was dochter van een Frans-Canadese vader en een Braziliaanse moeder.

## Carrière
Beltran begon in 2005 haar eerste erotische website. In 2010 begon ze met acteerwerk in de porno-industrie.
Vervolgens veranderde ze in 2013 haar bijnaam naar Yuri Luv. Ze koos deze naam omdat hij overeenkwam met de naam van haar website. In oktober 2013 stond ze op plaats 81 van de website Freeones.com.
Ze overleed op 31-jarige leeftijd aan een (officieel niet-opzettelijke) overdosis van de pijnstiller hydrocodon.

## Prijzen en nominaties
| Jaar | Prijs            | Resultaat   | Categorie                                                           | Voor haar optreden in                   |
| ---- | ---------------- | ----------- | ------------------------------------------------------------------- | --------------------------------------- |
| 2009 | AVN Award        | Genomineerd | Web Starlet of the Year                                             | SweetYurizan.com                        |
| 2010 | AVN Award        | Genomineerd | Best All-Girl Group Sex Scene (met Lela Star, Alyssa Reece, Mai Ly) | Not Monday Night Football XXX           |
| 2010 | XBIZ Award       | Genomineerd | Web Babe/Starlet of the Year                                        | n.v.t.                                  |
| 2011 | AVN Award        | Genomineerd | Best Web Star                                                       | SweetYurizan.com                        |
| 2012 | AVN Award        | Genomineerd | Unsung Starlet of the Year                                          | n.v.t.                                  |
| 2012 | NightMoves Award | Genomineerd | Best Latino Performer                                               | n.v.t.                                  |
| 2013 | AVN Award        | Genomineerd | Best All-Girl Group Sex Scene (met Nyomi Banxxx & Chanel Preston)   | Training Day: A Pleasure Dynasty Parody |
| 2013 | NightMoves Award | Genomineerd | Best Ethnic Performer                                               | n.v.t.                                  |
| 2013 | Sex Award        | Genomineerd | Favorite Porn Star Website (finalist)                               | YuriLove.com                            |
| 2014 | AVN Award        | Genomineerd | Unsung Starlet of the Year                                          | n.v.t                                   |
| 2014 | XBIZ Award       | Genomineerd | Best Scene - All-Girl (met Allie Haze)                              | Lesbians Unchained                      |
| 2014 | XRCO Award       | Genomineerd | Unsung Siren                                                        | n.v.t.                                  |